# Vliegveld Texel
Vliegveld Texel of Texel International Airport (ICAO: EHTX) (vliegveld Texel) is een vliegveld gelegen in de polder Eierland, circa 5 km noordoost van het dorp De Koog op het eiland Texel. Het veld is uitgerust met 2 (gras)banen: 
- baan 03-21, afmetingen: 1109x40m
- baan 12-30, afmetingen: 622x40m

Standaard is baan 03-21 in gebruik, baan 12-30 kan in sommige gevallen worden gebruikt als de crosswindcomponent op baan 03-21 te groot is om te kunnen landen.
Gezien de aard van de activiteiten op het veld, beschikt het niet over een Air Traffic Control dienst. Wel zijn VHF grond/lucht radioverbinding (119.305) en lokale Flight Information Service tijdens de openingsuren beschikbaar.

## Geschiedenis
Vliegveld Texel (de Vlijt) werd in april 1937 voor het eerst gebruikt en genoemd naar de boerderij die tot 1932 op deze locatie stond. Deze benaming werd zelfs tot 2012 nog gehanteerd. Het veld werd gerealiseerd als onderdeel van een werklozenproject en werd in die tijd zowel door militair als burger luchtverkeer gebruikt. In die tijd gebruikte de KLM met een viermotorige Fokker F.XXXVI het veld. Dit toestel was eigenlijk bestemd voor de route naar Nederlands-Indië maar door aankoop van de nieuwe Douglas DC-2 veranderde de rol van de F.XXXVI.
Aan het begin van de Tweede Wereldoorlog waren 15 vliegtuigen van de Luchtvaartbrigade, een opleidingsafdeling van het 2e Luchtvaartregiment, op de Vlijt gelegerd. Tevens stonden op de Vlijt een Fokker G.I jachtkruiser (rnr 307)  en een Fokker T.V bommenwerper (rnr 861) . Deze waren echter bestemd voor technische opleidingen en niet inzetbaar. Tien toestellen werden tijdens de eerste aanval direct vernietigd. Vier Fokker D.XVII's wisten nog naar Vliegveld Buiksloot te ontkomen en de rest werd daarna door het personeel zelf onklaar gemaakt om het niet in Duitse handen te laten vallen. Tijdens de oorlog werden de grasbanen door een asfaltbaan vervangen.
Op en rond Texel werden in de oorlog diverse vliegtuigen afgeschoten. Hiervoor verantwoordelijk waren Luftwaffe jagers gelegerd op Leeuwarden en De Kooy en de vele flak batterijen op Texel. Op het eiland zelf stortten 19 toestellen neer. Op enkele plaatsen op Texel staat hiervoor een steen ter herinnering. In de Noordzee en Waddenzee verdwenen nog 29 toestellen door de inzet van Duitse jachtvliegtuigen. 
Het eiland zelf werd 215 keer door de geallieerden gebombardeerd. Het vliegveld was een regelmatig doelwit maar de meeste bommen waren afkomstig van vliegtuigen die hun missie om diverse redenen vroegtijdig afbraken. Op de terugweg werd het bommenruim dan, vaak zonder duidelijk doelwit, boven Texel geleegd. 
Na de oorlog was het veld totaal vernield en fungeerde het twee jaar als interneringskamp voor collaborateurs die voor sloop en ruimwerkzaamheden werden ingezet. Pas in 1952 werd het weer als vliegveld in gebruik genomen; nu echter weer voorzien van grasbanen. Gezien de ligging van het veld hield dit echter in dat het gedurende natte periodes niet of slechts beperkt kon worden gebruikt. 
In de periode 2003-2006 werden reconstructie en drainage werkzaamheden uitgevoerd waardoor het veld nu aanzienlijk verbeterd en bijna altijd beschikbaar is.  Naast de kleine luchtvaart werd het veld inmiddels ook bezocht door een Dakota, Fokker F-27 en Fokker 50. Ook een Fokker 100 heeft op vliegveld Texel enkele geslaagde ‘touch-and-go’s’ uitgevoerd.

## Gebruik en bijzonderheden van het vliegveld
Op en rond het vliegveld zijn diverse bedrijven actief. 
- De Vlijt Airportrestaurant & Suites is sinds 2018 eigenaar van het vliegveldrestaurant en bezit ook een verblijfsfaciliteit in de vorm van 8 kamers.
- Flying Focus is al jaren een gebruiker van vliegveld Texel. Het bedrijf is gespecialiseerd in maritieme luchtfotografie en door de nabijgelegen scheepvaartroute en de olie- en gasvelden is het vliegveld een prima startpunt.
- Luchtvaart- en oorlogsmuseum Texel (LOMT) is sinds 1996 geopend en richt zich op de geschiedenis van de luchtvaart, en de gebeurtenissen tijdens de Tweede Wereldoorlog, op en rondom het eiland Texel.
- Paracentrum Texel is opgericht in 1969 en een van de Nederlandse bedrijven gespecialiseerd in valschermspringen. Ook worden er z.g. tandemsprongen uitgevoerd.
- Tessel Air is een bedrijf dat rondvluchten over de eilanden en de omgeving uitvoert.
- Vliegtuigonderhoud Texel is een vliegtuig onderhoudsbedrijf dat er vanaf eind jaren 1970 gevestigd is. Het heeft onder meer toestellen van de Aeroclub Maritime uit Den Helder, motorzweefvliegtuigen van motorzweefvliegclub Texel, toestellen van Paracentrum Texel en Tessel Air in onderhoud.
- Zweefvliegclub Texel bestaat vanaf 1965 en beschikt er over zelfstartende zweefvliegtuigen en een hangar met clubruimte.

Op het vliegveld bevindt zich een gedenkteken ter herinnering aan de Dakotaramp op 25 september 1996.
Vliegveld Texel is onder andere bekend van de Texel Airshow. Deze wordt periodiek (om de drie jaar) georganiseerd.

### Vliegbewegingen
| Jaar | Vliegbewegingen |
| 1987 | 19.787          |
| 1988 | 22.528          |
| 1989 | 27.385          |
| 1990 | 29.040          |
| 1991 | 30.338          |
| 1992 | 34.005          |
| 1993 | 26.206          |
| 1994 | 25.966          |
| 1995 | 28.906          |
| 1996 | 29.440          |

| Jaar | Vliegbewegingen |
| 1997 | 28.956          |
| 1998 | 24.318          |
| 1999 | 24.520          |
| 2000 | 20.141          |
| 2001 | 19.562          |
| 2002 | 20.203          |
| 2003 | 23.197          |
| 2004 | 22.706          |
| 2005 | 22.282          |
| 2006 | 23.307          |

| Jaar | Vliegbewegingen |
| 2007 | 20.696          |
| 2008 | 24.007          |
| 2009 | 28.423          |
| 2010 | 25.023          |
| 2011 | 24.923          |
| 2012 | 24.334          |
| 2013 | 23.457          |
| 2014 | 26.753          |
| 2015 | 25.764          |

## Galerij

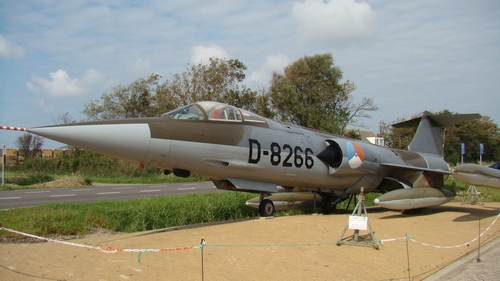
Deze F-104G Starfighter is inmiddels verwijderd.
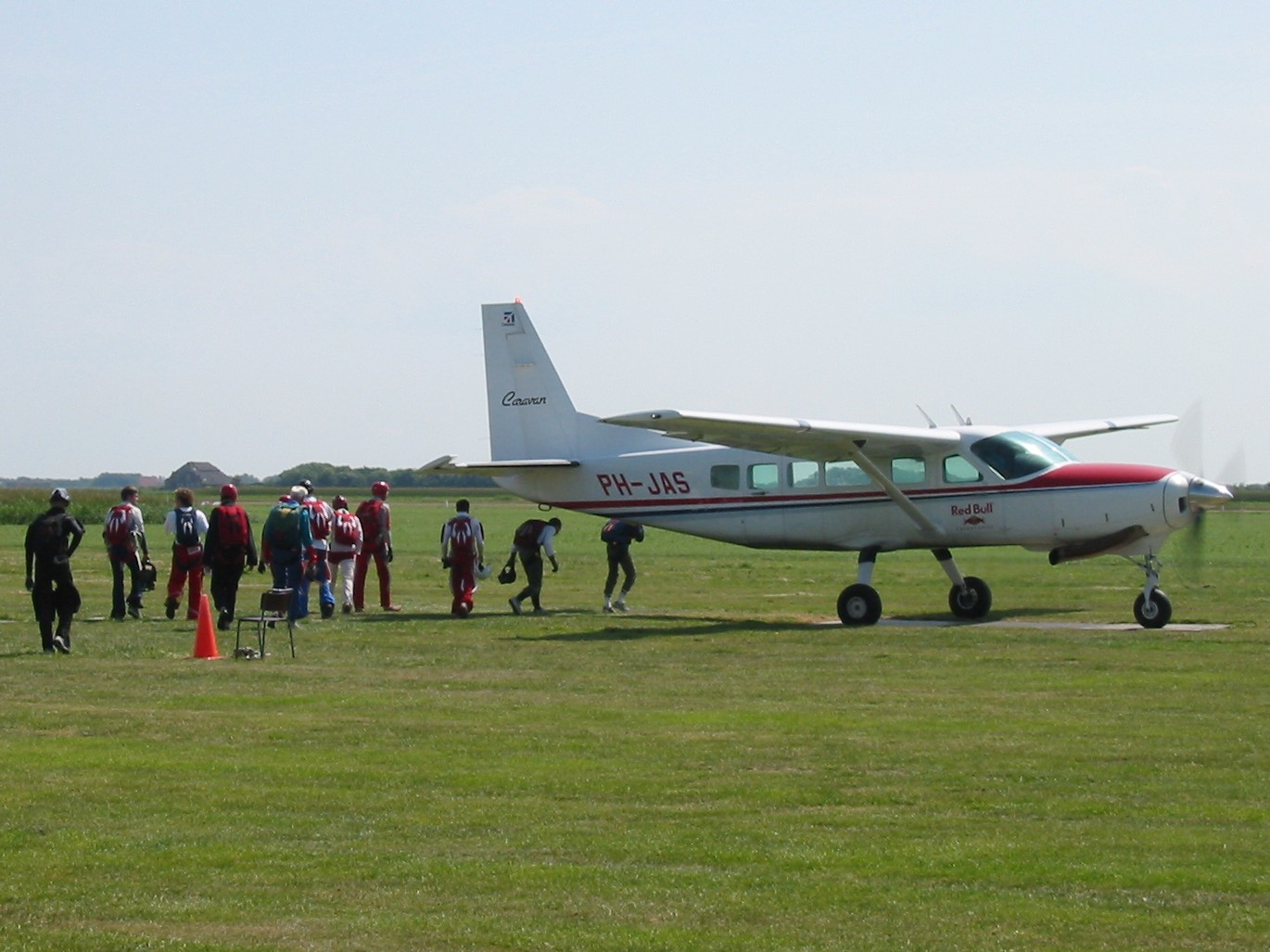
Parachutisten op weg naar Cessna 208
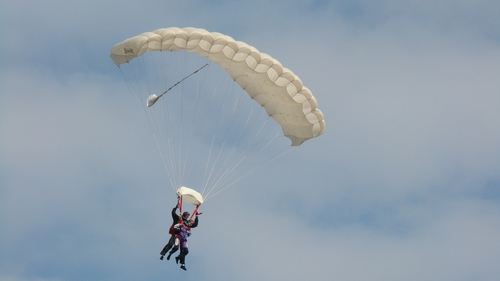
Parachutisten landing op Texel
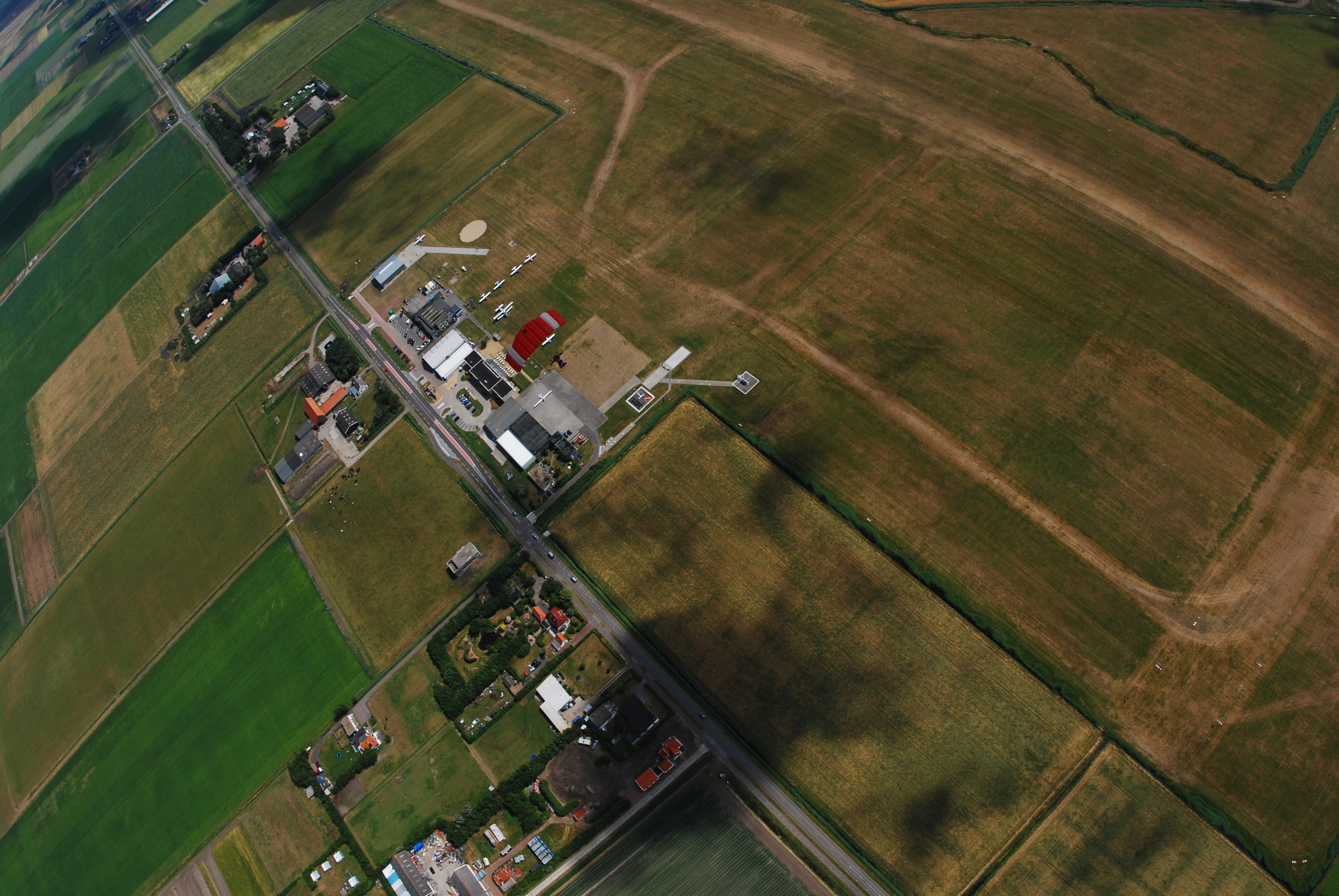
vliegveld Texel vanuit de lucht
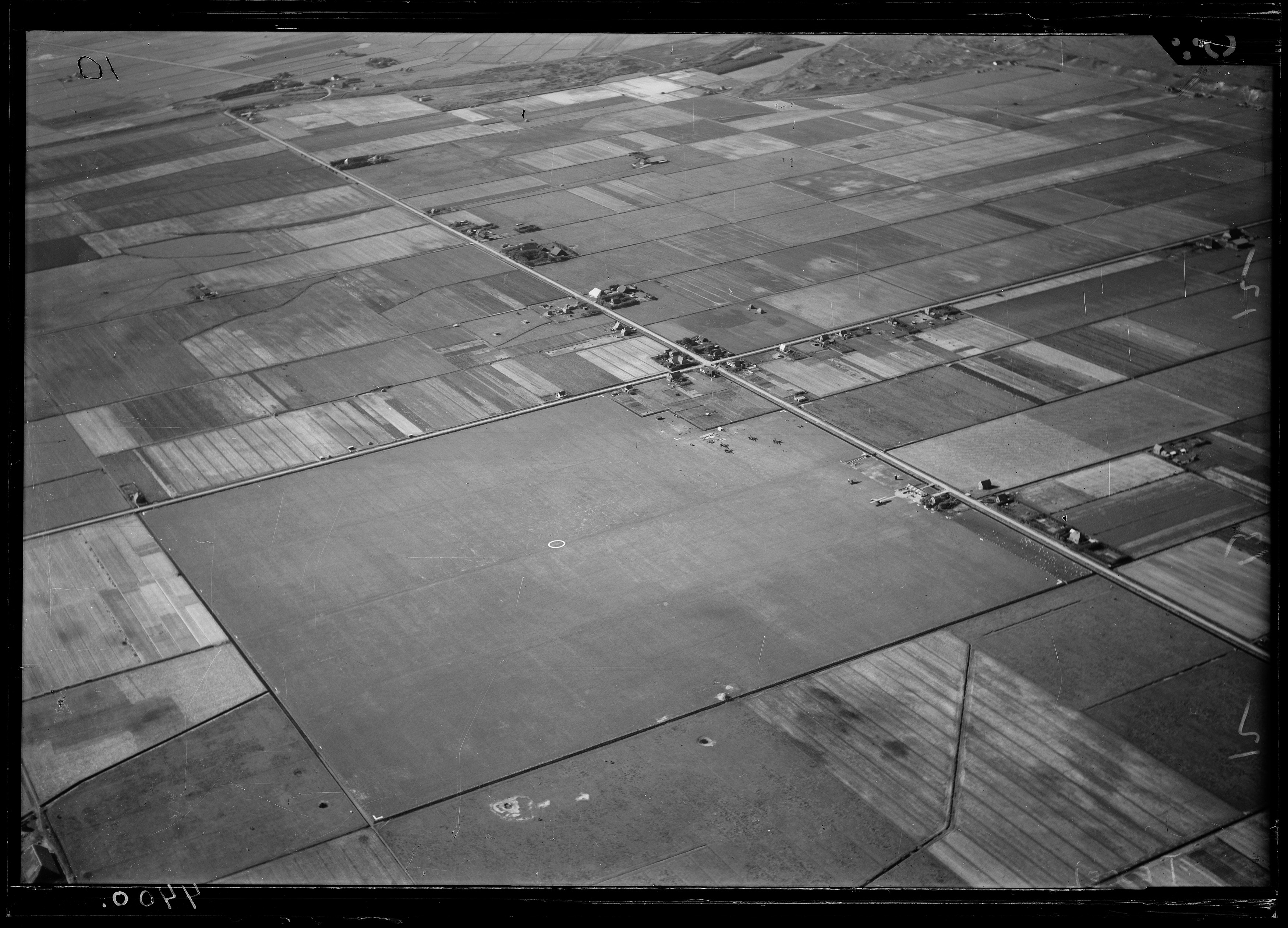
Vliegveld Texel, tussen 1920 en 1940